# Секунь
Секу́нь — село в Україні, у Дубівській сільській громаді Ковельського району Волинської області. Населення становить 590 осіб.

## Історія
У 1906 році село Седлищенської волості Ковельського повіту Волинської губернії. Відстань від повітового міста 12 верст, від волості 19. Дворів 98, мешканців 651.

## Герб
У зеленому щиті сидить козак у срібному одязі і червоних чоботях, який тримає золоту кобзу і супроводжується у верхніх кутах щита двома срібними лапчастими хрестами.

## Населення
Згідно з переписом УРСР 1989 року чисельність наявного населення села становила 652 особи, з яких 309 чоловіків та 343 жінки.
За переписом населення України 2001 року в селі мешкало 590 осіб.

### Мова
Розподіл населення за рідною мовою за даними перепису 2001 року:
| Мова       | Відсоток |
| ---------- | -------- |
| українська | 99,15 %  |
| російська  | 0,51 %   |
| білоруська | 0,34 %   |

## Церкви
- Церква Св. Арх. Михайла[6]
- Церква святої Параскеви (раніше Іовленська церква)[7] з іконою, відреставрованою Т. Г. Шевченком[8]

## Персоналії

### Народилися
- Валентин Данилюк — художник, член Національної спілки художників України
- Валентина Клюнтер — українська поетеса і краєзнавець. Авторка двох поетичних і двох краєзнавчих книжок. Членкиня національної спілки краєзнавців України.
- Дара Корній (* 1970) — українська письменниця.
- Петрук Василь Демидович (1921—1991) — перший на Волині Герой Радянського Союзу[9].

### Шевченко Тарас Григорович
Село Секунь пов’язане із  перебуванням тут Тараса Григоровича Шевченка. У вересні 1846 року Тарас Шевченко отримав розпорядження від Тимчасової комісії виїхати у різні місця Київської, Подільської та Волинської губерній для збору народних переказів, пісень, історичної ваги документів, оглянути і змалювати стародавні могили. З села Вербки дорога Кобзаря пролягла у  Секунь. Минав жовтень 1846 року. Тоді настоятелем Свято-Михайлівської церкви, в якій зберігався старовинний образ Богоматері, був молодий священик Ілля Мусієвич. Очевидно, він попросив художника реставрувати ікону. Шевченко не просто оновив її, а домалював прикраси, характерні для української жінки. – коралі.

## Галерея

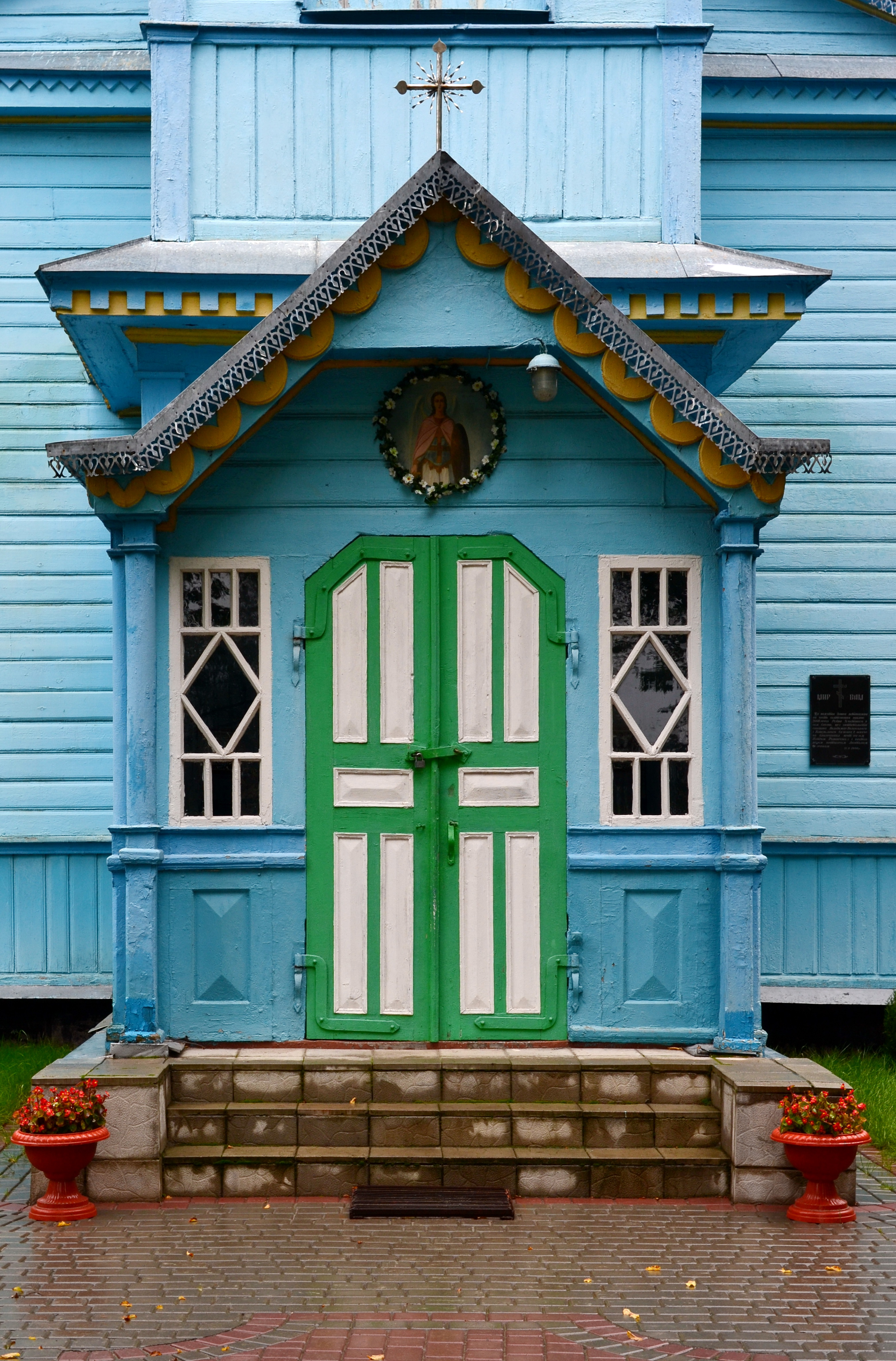
Головний вхід до Михайлівської церкви (1868 рік)
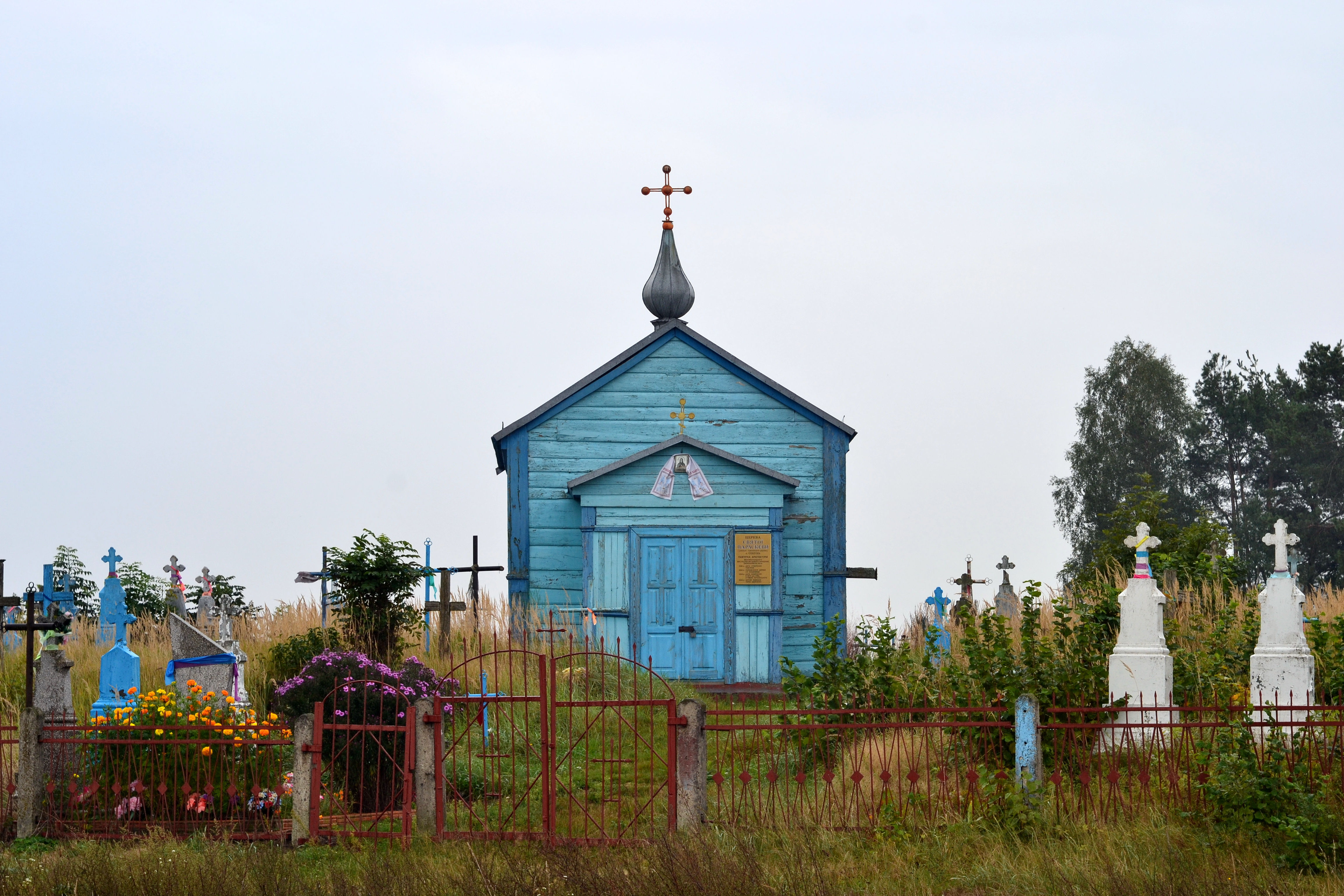
Церква святої Параскеви (раніше Іовленська церква) (1588-1894 роки)
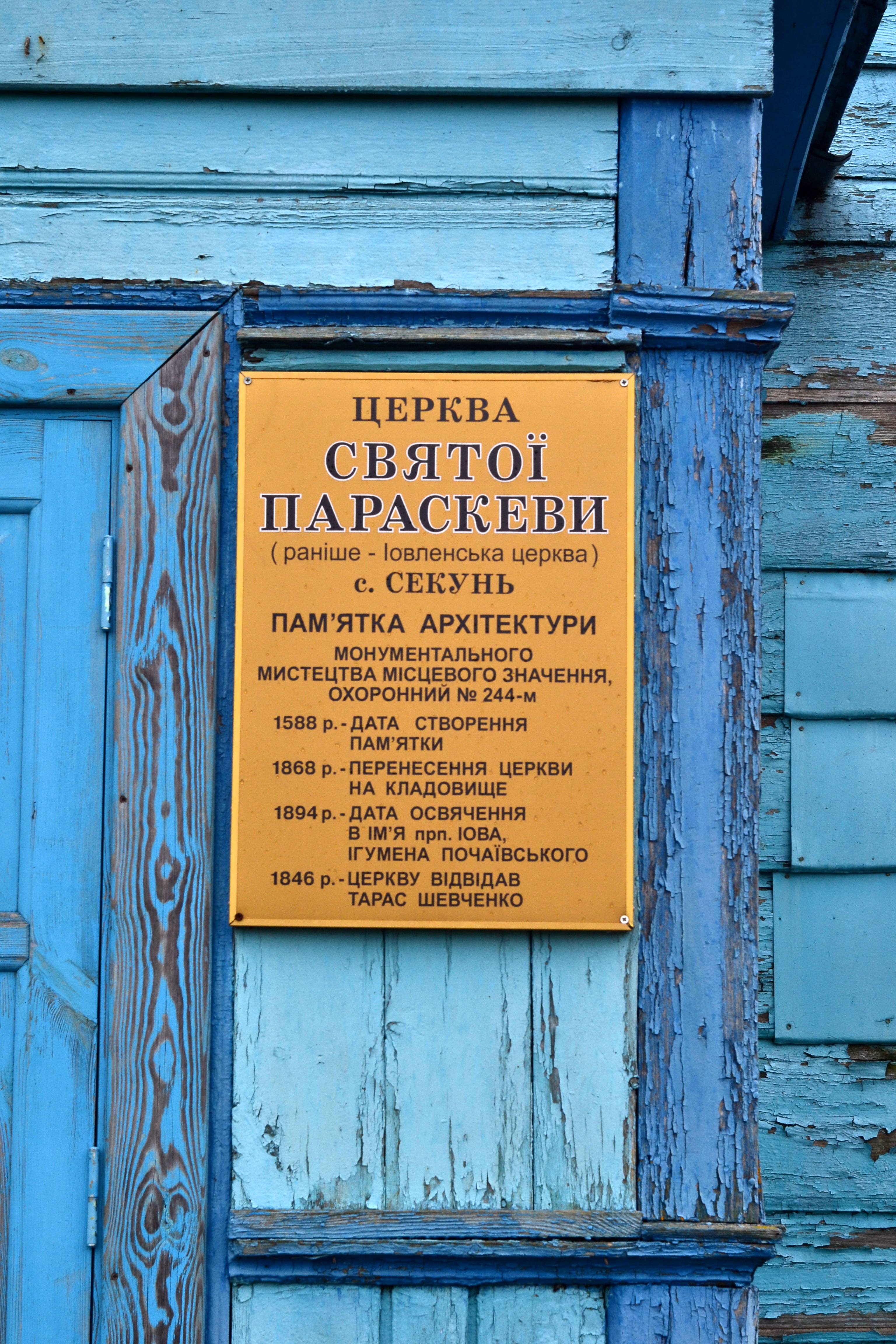
Інформаційна таблиця Іовленської церкви (1588-1894 роки)
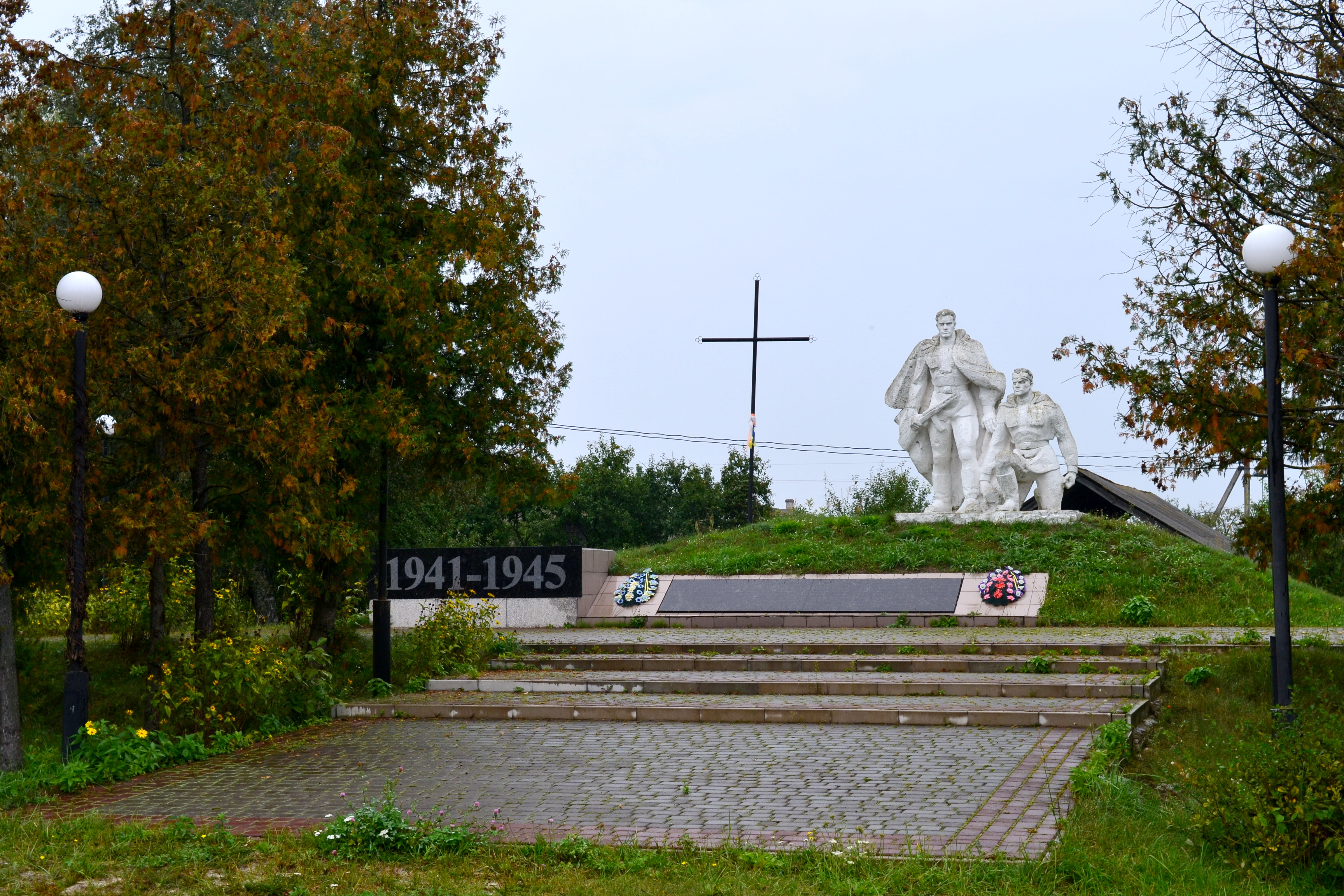
Пам'ятник землякам (1979 рік)
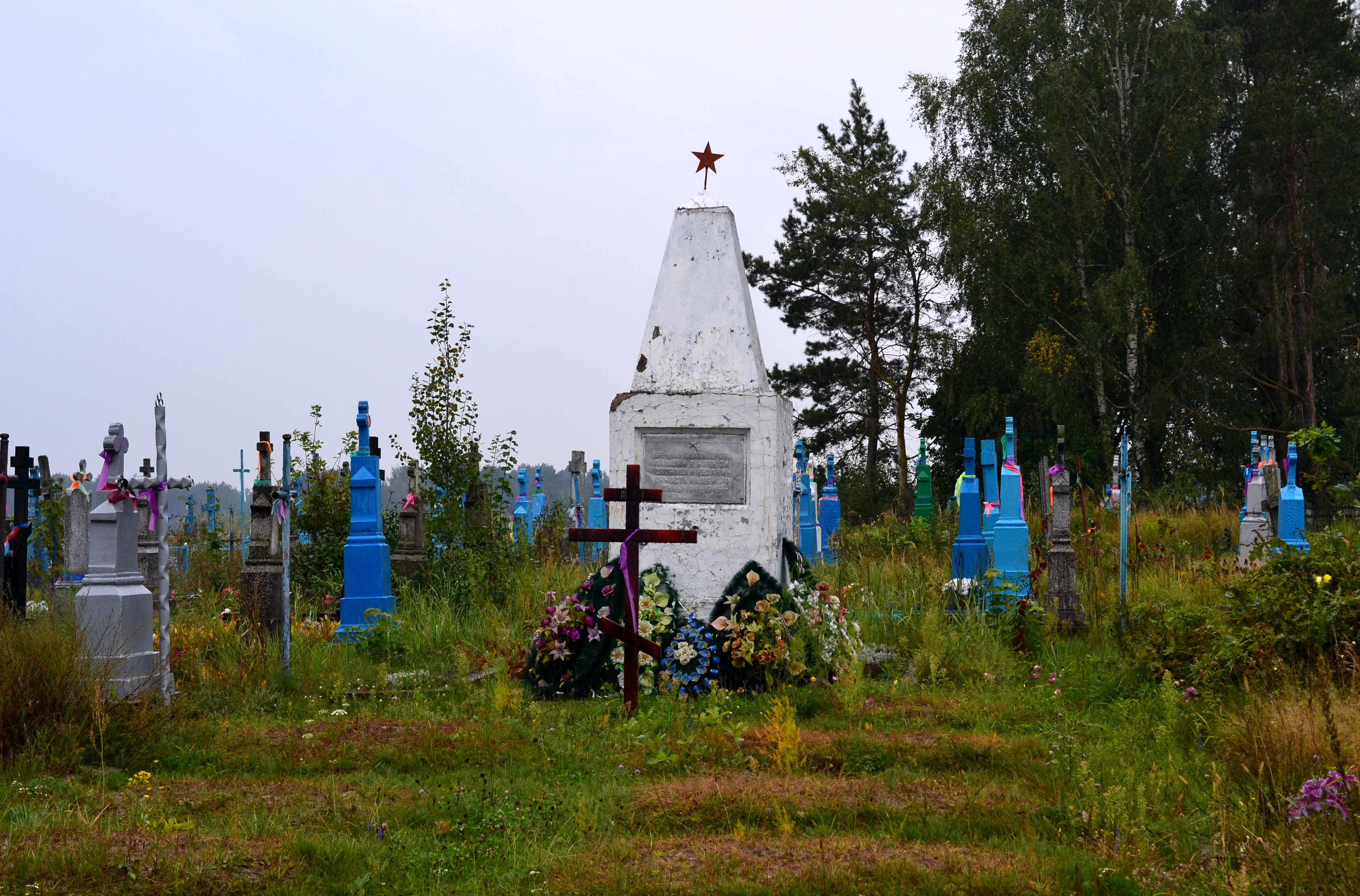
Могила братська 7 радянських воїнів (1970 рік)